# Franz Xaver Kefer

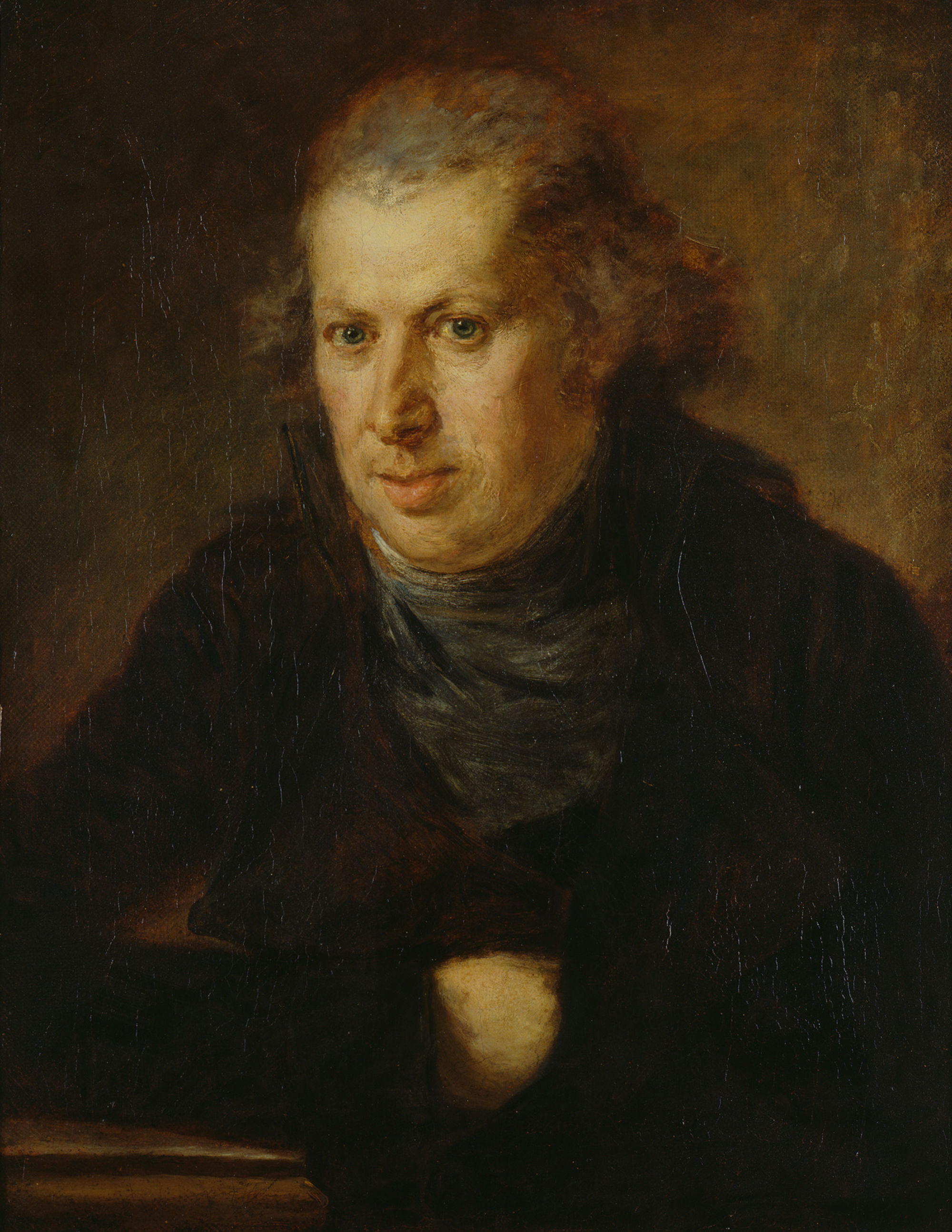
Franz Xaver Kefer um 1800, Ölgemälde von Johann Georg Edlinger

Franz Xaver Kefer (* 1763 in Axöd bei Eggenfelden; † 11. September 1802 in München) war der Gründer und Initiator der Feiertagsschule in München, die zum Vorbild aller späteren Berufsschulen wurde.

## Herkunft
Als Sohn eines Gerichtsdieners wurde Kefer in Axöd, einem Weiler nahe Eggenfelden, geboren.

## Werdegang
Kefer kam mit 10 Jahren als Schüler und Singknabe ins Kloster Asbach, drei Jahre später in das Lehrerseminar nach Landshut, wo er durch seinen Fleiß und seine Musikalität auffiel. Am Münchner Lyzeum studierte er Logik und Physik. Im Oktober 1790 wurde er als Aufseher und Repetitor „im grammatischen Fach, dann Rechnungs- und Schönschreibkunst“ an der Kurfürstlichen Militärakademie angestellt, die erst kurz davor, mit der 1788 von Benjamin Thompson eingeleiteten bayerischen Heeresreform gegründet worden war. Bald darauf wurde er dort zum Professor ernannt.

## Die männliche Feiertagsschule in München
Anfangs ohne jede finanzielle Unterstützung, aber mit kurfürstlicher Genehmigung, eröffnete Kefer am 18. August 1793 eine Schule, um männliche Auszubildende und Gesellen in ihrer freien Zeit neben ihrer Berufstätigkeit im Schreiben, Lesen und Rechnen auszubilden. Sie war in einem Zimmer von Kefers Wohnung in der heutigen Sendlinger Straße in München untergebracht. Der Zulauf war so gewaltig, dass Kefer bereits im Januar 1794 in eine größere Wohnung, in der bereits zwei Zimmer für die Schule benutzt wurden, umziehen musste. Auch wurde ein Gehilfe auf Kefers Kosten für den Unterricht angestellt. Ab diesem Zeitpunkt erfolgte der Unterricht im Stundenrhythmus und in verschiedenen Klassen.
Zwei Jahre nach der Schulgründung, im Juli 1795, erfolgte die erste öffentliche Abschlussprüfung. Sie fand, wie alle späteren Veranstaltungen im Münchner Rathaus unter Anwesenheit der kurfürstlichen und städtischen Schulkommission statt. Kefers Schule wurde mit der „Feiertäglichen Zeichnungsschule“, die sein Freund Hermann Mitterer gegründet hatte zur „centralen Feiertagsschule München“ zusammengeschlossen. Das Institut hatte regen Zulauf aus dem In- und Ausland. Seine organisatorischen und didaktischen Konzepte und Reformmodelle waren wesentliche Vorstufen zur heutigen dual angelegten Berufsausbildung.

## Die weibliche Feiertagsschule in München
Kefer war Befürworter der Monoedukation. Um auch „Bürgertöchtern und weiblichen Dienstboten“ eine schulische Weiterbildung zu ermöglichen, wurde 1801 auf sein Bestreben hin neben der „Männlichen Sonn- und Feiertagsschule“ die „Weibliche Sonn- und Feiertagsschule“ eingeführt. Geschlechtsspezifisch sollten hier neben Lesen, Schreiben, Rechnen und „Christentum“ alle Tugenden der Hausfrau gelehrt werden. Nach dem Ideal der damaligen Zeit sollte die Schule „ohne Künsteley“ zu praktischen Fähigkeiten und „häuslichem Glück“ erziehen. Die Lehrkräfte mussten, anders als in den Elementarschulen, ausschließlich weiblichen Geschlechts sein.

## Weitere Tätigkeiten
Im Jahre 1800 wurde Franz Xaver Kefer Schulinspektor für andere Bildungseinrichtungen, arbeitete dennoch mit Unterbrechungen als Lehrer an der Feiertagsschule weiter. Kurz vor seinem Tod wurde er wegen seiner Verdienste noch mit dem Titel „Churfürstlicher und städtischer deutscher Schulinspektor“ bedacht.
Kefer legte für die Schule ein „Naturalienkabinett“ an, um sämtliche Holz- und Mineralienarten zu Lehrzwecken präsentieren zu können. Darüber hinaus betätigte er sich aus Schulbuchautor.

## Verdienste
Kefer realisierte die duale Lehrlingsausbildung mit der Einführung der Sonn- und Feiertagsschule. Ihr Besuch war per Gesetz verpflichtend. Sie wurde zu einem zweiten Lernort und ohne Abschlusszeugnis der Schule konnte seit 1798 kein Lehrling freigesprochen werden. Das Ausbildungsmonopol der Zünfte war durchbrochen, die Ausbildung war fortan staatlich überwacht, standardisiert und verbessert. Kefers Vorschläge zur Lehrlingsausbildung wurden von König Max I. Joseph tatkräftig unterstützt. 1803 wurde die öffentliche Gesellenprüfung in Bayern per Gesetz eingeführt.

## Privatleben und früher Tod
„Er lebte sieben Jahre in einer vergnügten, aber kinderlosen Ehe und starb am 11. September 1802 mit 39 Jahren an einer Brustkrankheit.“

## Grabstätte

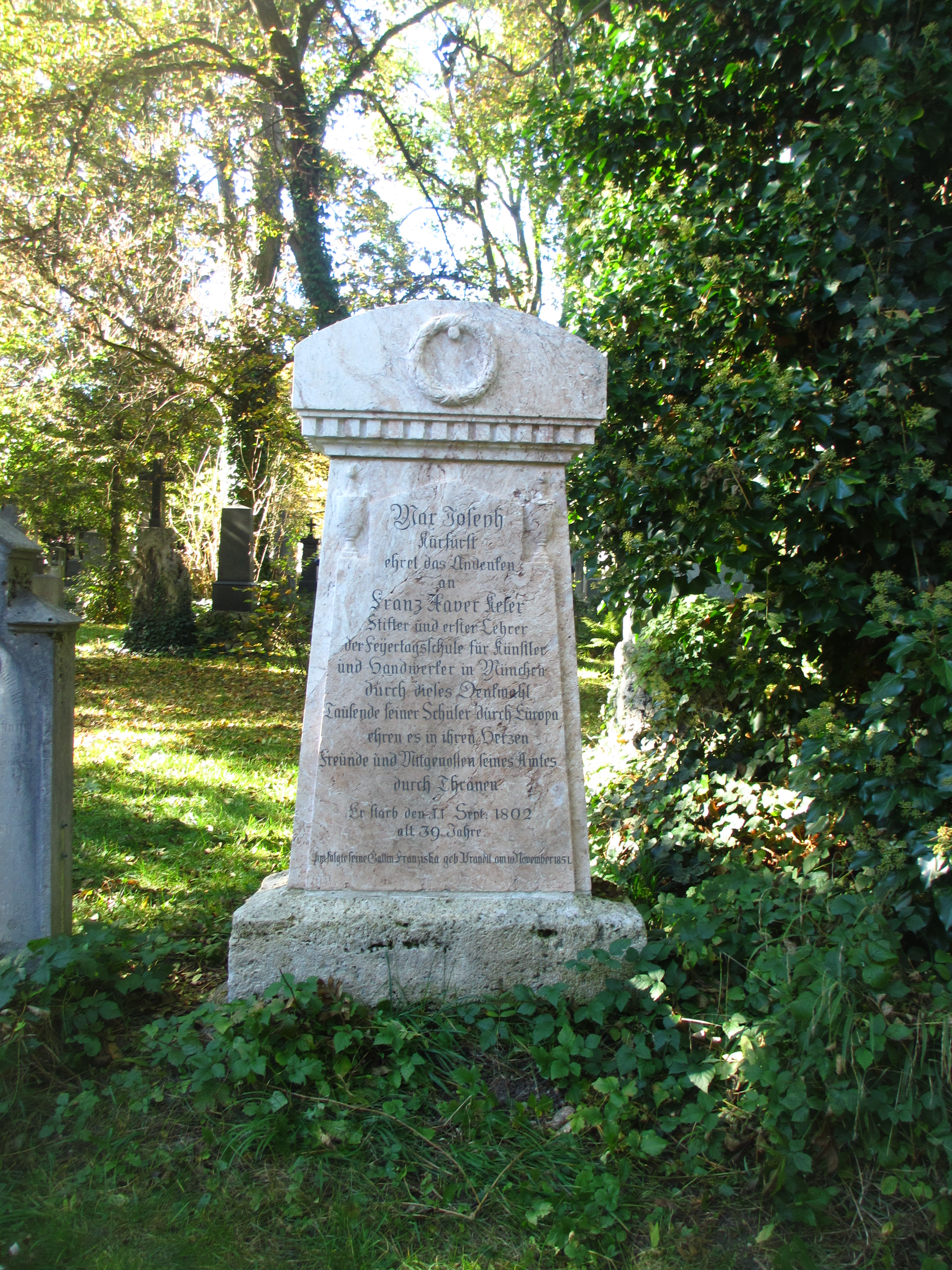
Grab von Franz Kefer auf dem Alten Südlichen Friedhof in München

Die Grabstätte von Franz Kefer befindet sich auf dem Alten Südlichen Friedhof in München (Gräberfeld 3 – Reihe 1 – Platz 32) Standort. Das Grabmal stiftete der bayerische Herrscher Max I. Joseph mit folgender Inschrift:
Max Joseph, Kurfürst, ehret das Andenken an Franz Xaver Kefer, Stifter und erster Lehrer an der Feiertagsschule für Künstler und Handwerker in München durch dieses Denkmal. Tausende seiner Schüler durch Europa ehren es in ihrem Herzen, Freunde und Mitgenossen seines Amtes durch Thränen. Er starb den 11. Sept. 1802, alt 39 Jahre. Ihm folgte seine Gattin Franziska, geb. Brandtl am 10. November 1851.
Die beiden Pokale in Relief am oberen Rand des Grabmals können als Anlehnung an die Auszeichnung sein, die Kefer im Jahre 1801 von einigen Meistern und Gesellen der Schwertfegerszunft und der Messerschmiede in Form eines in Silber gefertigten 18 Zoll hohen Pokals in Dankbarkeit erhalten hatte. In dem Grab liegt auch Franz Kefers Ehefrau Franziska. Das Grabmal steht gegenüber der letzten Ruhestätte seines Freundes und Mitstreiters Hermann Mitterer.